# قلعة باب الخليل

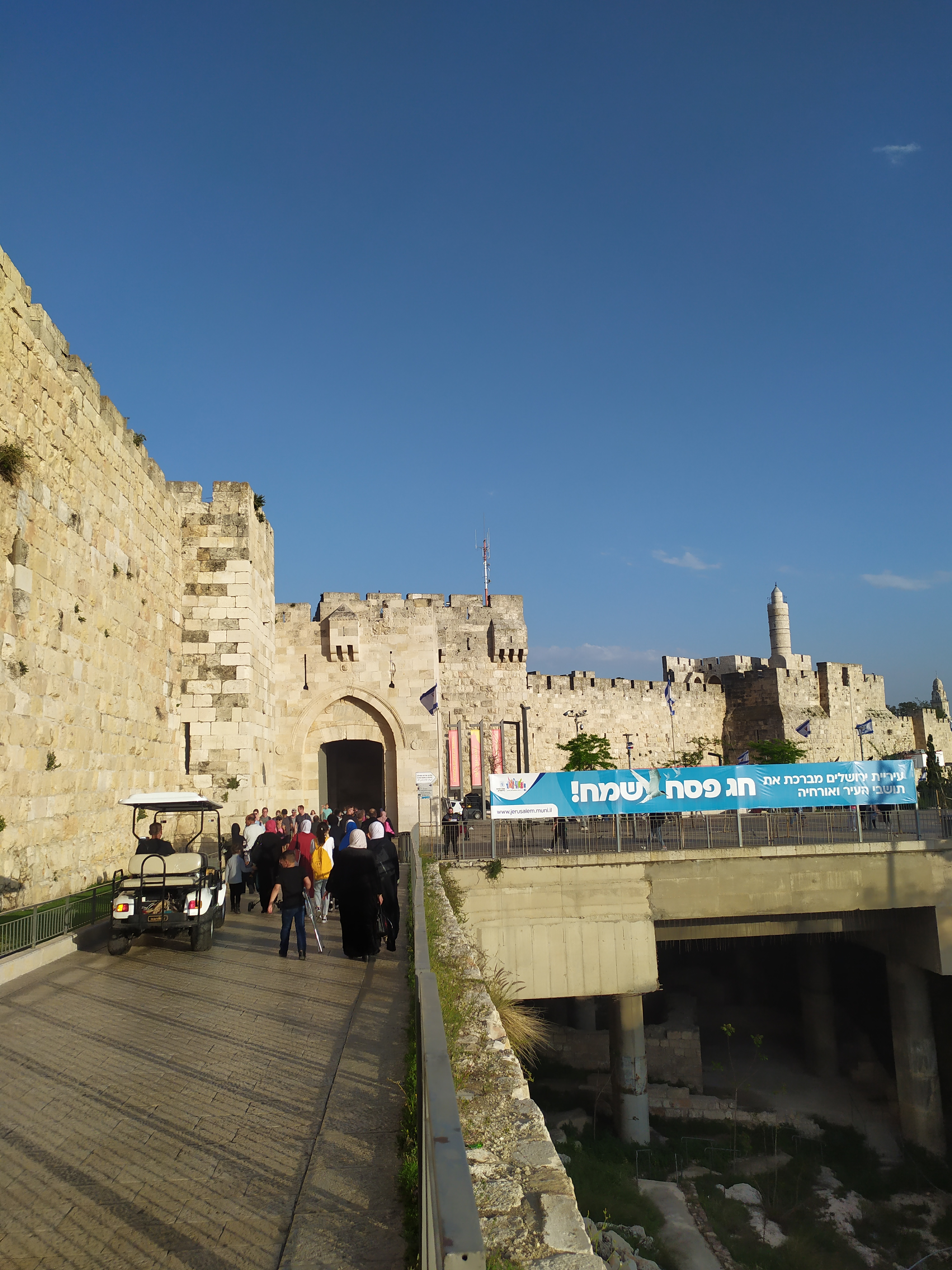
قلعة باب الخليل في القدس

قلعة باب الخليل قلعة تقع على مرتفع صخري في الجهة الغربية من البلدة القديمة في مدينة القدس بفلسطين.

## لمحة تاريخية
تقع قلعة باب الخليل على أعلى مرتفع صخري في مدينة القدس، وتحت مساحة تزيد عن 20 ألف متر مربع، ويعود تاريخ تشييدها إلى عهد اليبوسيين الأوائل الذين سكنوا القدس قديمًا، غير انها دمرت وأعيد بناؤها أكثر من مرة، وجددّها الإمبراطور هيرودس الأدومي الكبير الذي حكم في الفترة ما بين عامي 4-38 قبل الميلاد. شهدت القلعة بعض التوسعة والإضافات على يد الفرنجة الذين احتلوا القدس في عام 1099م، كما شهدت مزيدا من الإصلاحات في عهد الدولة الأيوبية، ثم أعاد المماليك بناءها بعد ذلك بعدما تمكن السلطان الأشرف خليل بن قلاوون من طرد الفرنجة وتحرير عكا في عام 1291م. تدهورت أحوال القلعة بعد ذلك، إلى أن أمر السلطان العثماني سليمان القانوني بترميمها مرة أخرى في عام 1531م، ولا تزال مباني القلعة القائمة حتى الآن يغلب عليها الطابع الإسلامي مع القليل من البقايا التي تعود للحقب الكنعانية واليونانية والرومانية والبيزنطية.
تولى المجلس الشرعي الإسلامي الأعلى الإشراف على قلعة باب الخليل حتى عام 1926، وبعد زوال الانتداب البريطاني عن فلسطين، آصبحت قلعة تابعة للجيش العربي الأردني، الذي أعاد للقلعة وظيفتها الأصلية، وحاول استغلال موقعها الإستراتيجي المميز في الدفاع عن عروبة القدس وهويتها.

### في حقبة المماليك
في عهد السلطان المملوكي الناصر محمد بن قلاوون، كانت قلعة باب الخليل محاطة بخندق يحدها من ثلاثة جهات هي الجهة الشرقية والغربية والشمالية، وكان يعلو ذلك الخندق جسر خشبي متحرك يسمح بالعبور من القلعة إلى الشارع العام، ويربط مدخل القلعة الرئيسي بالغرف والقاعات الداخلية. الجزء الأكبر من الخندق رُدم عندما زار غليوم الثاني إمبراطور ألمانيا القدس في عام 1898م، أما الأجزاء الباقية فقد ردمت عام 1937م.

### في الحقبة العثمانية

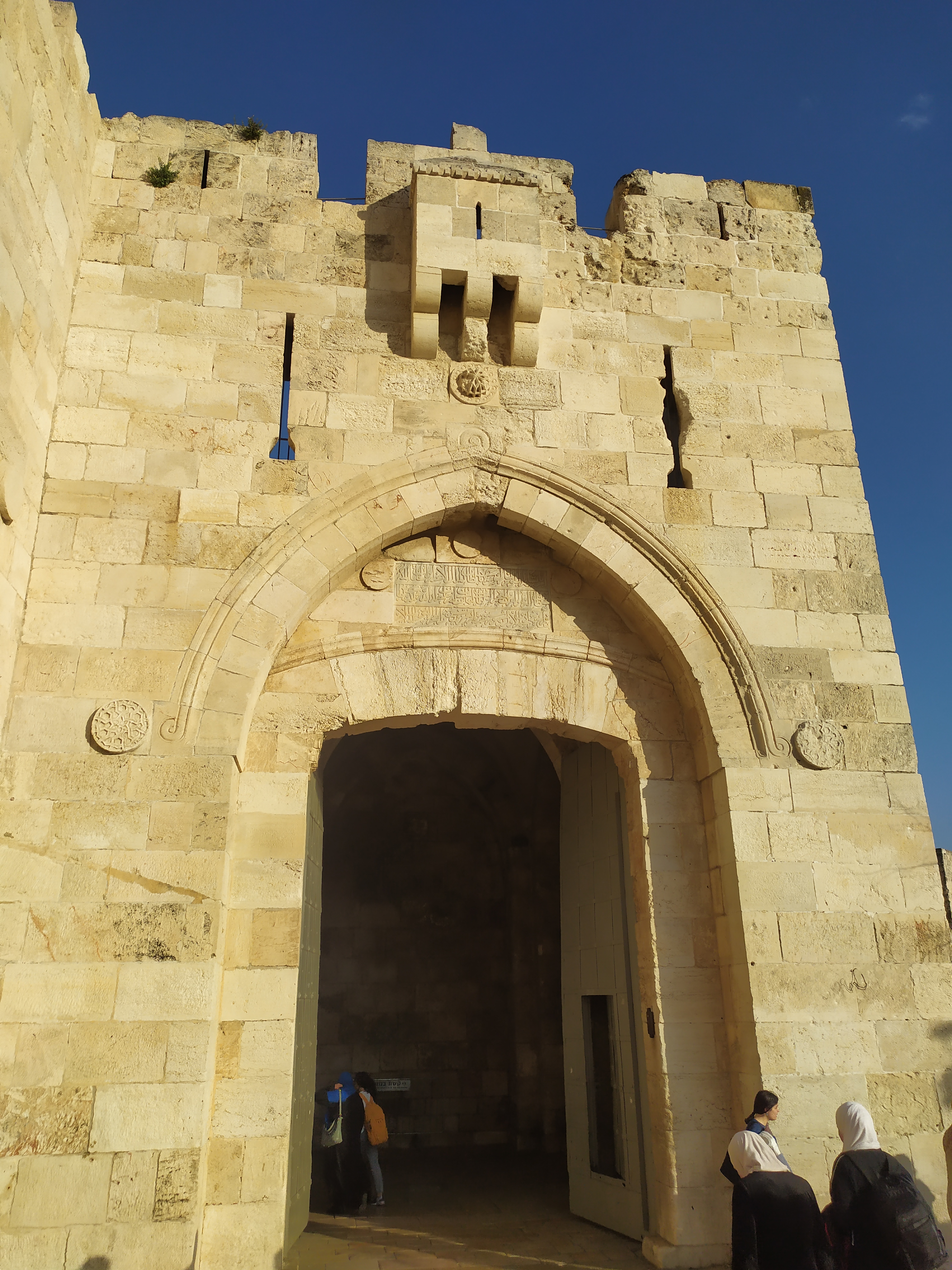
بوابة باب الخليل في سور القدس

اتخذت قوات الجيش العثماني الرابع من قلعة باب الخليل مركزا للدفاع عن مدينة القدس، وسلحتها بالذخائر الحربية والعتاد اللازم. أعاد العثمانيون ترميم القلعة عدة مرات في أعوام 1531م، و1555م، و1654م، و1731م، و1738م.

### في حقبة الانتداب البريطاني
خلال فترة وجود الانتداب البريطاني في فلسطين، حولت الحكومة البريطانية قلعة باب الخليل إلى مركز ثقافي يضم قاعات ومعارض محلية.

### بعد حرب عام 1967
واجهت قلعة باب الخليل محاولات تهويد مستمرة، فبعد أن احتل الإسرائيليون القدس في أعقاب حرب عام 1967، قاموا بإجراء عمليات حفر واسعة في عدة مواقع بالمدينة بحثُا عن أدلة تاريخية وكشفيات أثرية تخدم فكرة التهويد. ولمحو التاريخ العربي الإسلامي الأصيل للمدينة، حول الإسرائيليون قلعة باب الخليل إلى متحف قلعة داود الذي افتتح في شهر نيسان (أبريل) عام 1989م بحضور رئيس بلدية القدس ووزير شؤون القدس، وبلغت تكلفة المتحف 50 مليون دولارًا أمريكيًًّا.

## الوصف
تضم قلعة باب الخليل خمسة أبراج للمراقبة، يقع أكبرها في الجانب الشمالي الشرقي منها، ويعرف برج القلعة أو برج داود، على حين يمتد البرج الثاني، والذي يطلق عليه برج غزة، من الجنوب إلى الشمال، ويُطلق على البرج الثالث اسم برج الكتخدا. تحتوي القلعة أيضاً على عدة غرف لسكن قائد القلعة والإمام والواعظ والمؤذن والمقرئ، وثكنات الجند وإسطبلات لخيولهم، بالإضافة إلى عدد من مخازن المؤونة والعلف والعتاد، ويقع في الجانب الغربي منها سجنًا ملاصقاً لسور القلعة. في عام 1310م أقام السلطان المملوكي الناصر محمد بن قلاوون في القلعة مسجداً للصلاة يعد واحدا من أجمل مساجد القدس الواقعة خارج الحرم الشريف، وتوجد بجوار المسجد مصطبة كان يعتليها قديما ضارب الطبل الذي كان يقوم بإعلام ساكني القلعة عند دخول وقت الصلاة.